# Pantene
Pantene (/ˌpænˈtiːn, -ˈtɛn/) là thương hiệu sản phẩm chăm sóc tóc thuộc sở hữu của Procter & Gamble. Dòng sản phẩm này được giới thiệu lần đầu tiên tại Châu Âu vào năm 1945 bởi Hoffmann-La Roche, thương hiệu được đặt tên dựa trên panthenol như một thành phần dầu gội đầu. Pantene được Procter & Gamble mua vào năm 1985 để cạnh tranh trên thị trường "sản phẩm làm đẹp".
Sản phẩm nổi tiếng nhất của thương hiệu trở thành công thức dầu gội và dưỡng 2 trong 1, Pantene Pro-V (Pantene Pro-Vitamin). Sản phẩm được chú ý nhiều nhất nhờ một chiến dịch quảng cáo vào năm 1989, trong đó các người mẫu thời trang nói: "Đừng ghét tôi vì tôi đẹp." Kelly Le Brock và Iman nổi tiếng với tư cách là những nữ phát ngôn viên truyền hình đầu tiên nói câu thoại này. Dòng chữ này đã bị các nhà nữ quyền chỉ trích và trở thành câu cửa miệng của văn hóa đại chúng vì hành vi tự ái "khó chịu".